# Round Island (Mauritius)
Round Island is een onbewoond eiland dat deel uitmaakt van de Mascarenen, de eilandengroep in de Indische Oceaan waartoe ook Mauritius behoort, ongeveer 850 km ten oosten van Madagaskar.
Round Island is een rotseiland van 1,69 km² groot. Het eiland, waarvan het hoogste punt op 280 meter boven de zeespiegel ligt, is een natuurreservaat en wordt beheerd door het Mauritiaanse Ministry of Agriculture and Natural Resources.
Enkele reptielensoorten komen in de hele wereld uitsluitend nog op Round Island voor, waaronder de 'Round Island Day Gecko' (Phelsuma guentheri), de 'Round Island skink' (Leiolopisma telfairii) en de beide soorten slangen uit de familie der Bolyeridae.

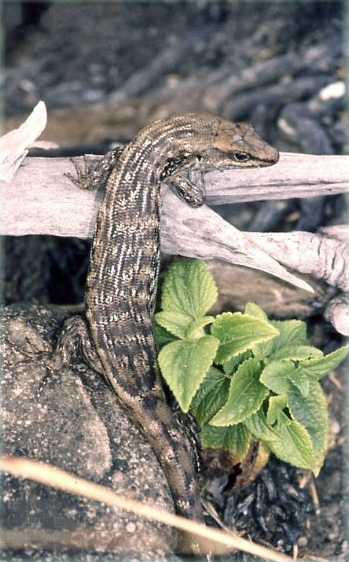
Leiolopisma telfairii